# خدوش متماوج
خَدُوش مُتَمَاوج المعروفة بالإنجليزية باسم خنفساء البراغيث الصغيرة أو خنفساء اللفت، نوع من خنفساء البراغيث في فصيلة خنفسة الأوراق . توجد في أستراليا وأوروبا وشمال آسيا (باستثناء الصين) وأمريكا الشمالية وأقينسية.

## الوصف
ثوبه أسود لامع يعلو كل من غمديه خط قاطب أصفر اللون زاهي المواج. أرجله سمر. يرقاته شديدة الأذى تقضم الجذور.

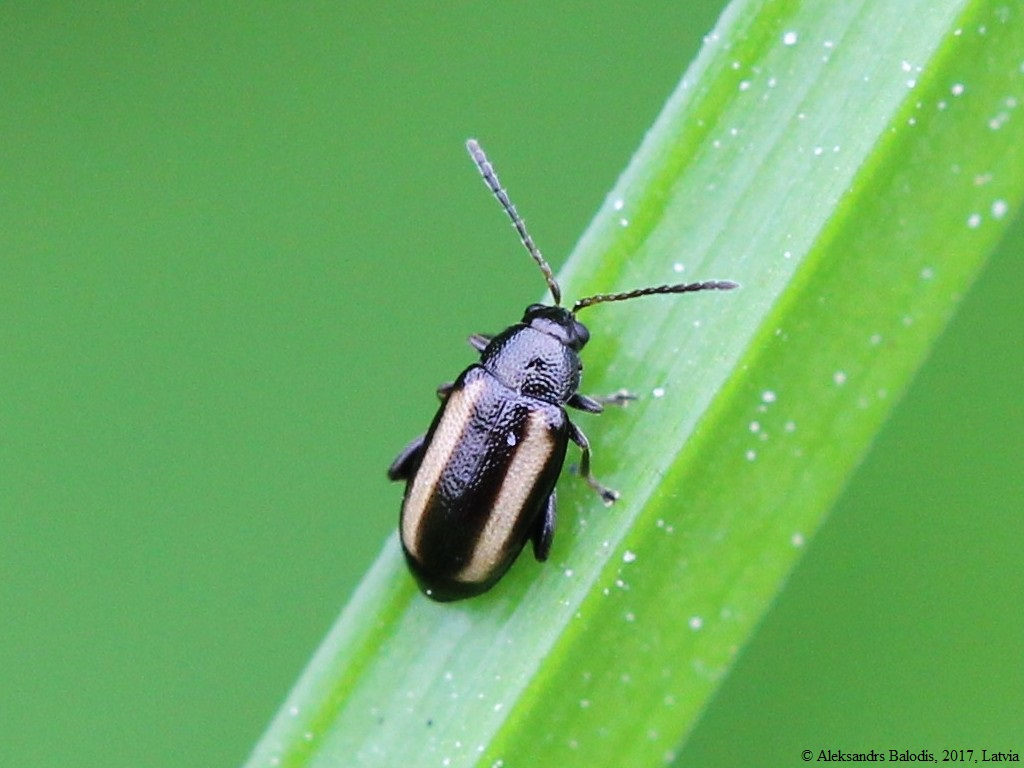

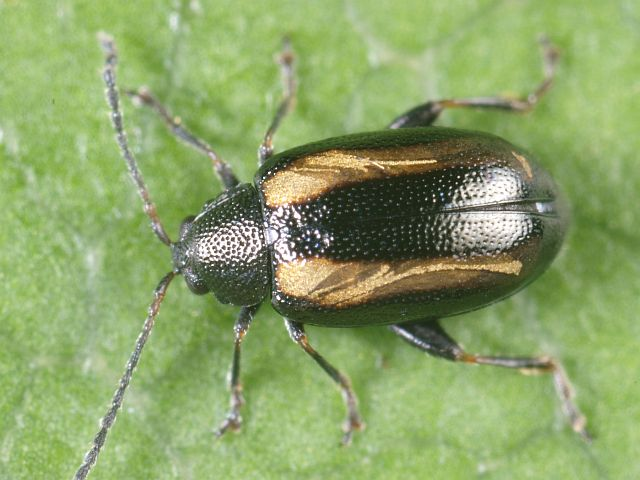